# Parinya Kaochukiat
Parinya Kaochukiat (thailändisch ปริญญา ขาวชูเกียรติ; * 4. November 2006) ist ein thailändischer Fußballspieler.

## Karriere
Parinya Kaochukiat erlernte das Fußballspielen in Chonburi in der Jugend vom Chonburi FC. Die Saison 2024 wurde der Jugendspieler an den Viertligisten Banbueng FC ausgeliehen. Mit dem Verein aus der Provinz Chonburi spielte er siebenmal in der Eastern Region der Liga. Im Februar 2025 wechselte er ebenfalls auf Leihbasis zum singapurischen Erstligisten Hougang United. Sein Erstligadebüt gab Kaochukiat am 19. Mai 2025 (35. Spieltag) im Auswärtsspiel gegen die Young Lions. Bei der 4:3-Niederlage wurde er in der 76. Minute für den ebenfalls aus Thailand stammenden Ratthathammanun Deeying eingewechselt.